# Gorski venec
Gorski venec (srbsko Горски вијенац / Gorski vijenac) je najbolj znano delo črnogorskega pesnika in filozofa Petra II. Petrovića Njegoša.
Njegoš je Gorski venec napisal leta 1846 na Cetinju in ga objavil naslednje leto po tiskanju v armenskem samostanu na Dunaju 13. februarja 1847.  Dramatična junaška pesnitev je sestavljena iz posvetila in glavnega besedila; popisuje usodni dogodek iz zgodovine slovanske črnogorske etnične skupnosti. Velja za mojstrovino srbske in črnogorske literature.
Gorski venec je v slovenščino prevedell Andrej Arko in zanj dobil Sovretovo nagrado za prevajanje.

## Teme
Pesnitev, postavljena v 18. stoletje v Črni gori, se ukvarja s poskusi Njegoševega prednika metropolita Danila I. Petrovića-Njegoša, da uredi odnose med vojskujočimi se plemeni v regiji. Pesnitev je napisana kot serija izmišljenih prizorov v obliki dialogov in monologov. Začne se z vizijo metropolita Danila o širjenju turške moči v Evropi. Razdvojen zaradi notranjih konfliktov vidi, da je boj neizogiben, a se boji posledic tega konflikta.
Začne se kot poetična vizija in se razvije v politično-zgodovinsko dramo, ki se razširi v venec epskih upodobitev črnogorskega življenja, vključno z gostijami, zborovanji, običaji, verovanji in bojem za preživetje pod osmanskim zatiranjem. Gorski venec z močno filozofsko osnovo v svojih 2819 verzih prikazuje tri različne, nasprotujoče si civilizacije: herojsko-patriarhalno klasično Črno goro, orientalsko-islamsko Osmansko cesarstvo in zahodnoevropsko Beneško civilizacijo.
Pesnitev je zgrajena okoli enega osrednjega dogodka, domnevno zgodovinskega: množični pokol Črnogorcev, ki so prestopili v islam, znan kot "Inkvizicija Poturic« (Истрага Потурица ali Istraga Poturica). Ta dogodek naj bi se zgodil na božični dan v zgodnjem 18. stoletju med vladavino metropolita Danila. Čeprav je težko dokazati, da se je tak dogodek v resnici zgodil na način in v obsegu, kot ga opisuje Njegoš, je glavna tema pesnitve predmet številnih političnih in ideoloških razprav. Nedavno objavljena Zgodovina Črne gore navaja, da se je tak dogodek, ki ga je sprožil metropolit Danilo, zgodil leta 1707. Vendar pa je bil ta dogodek zelo lokaliziran in se je zgodil samo v plemenu Ćeklići, enem izmed več kot dvajsetih plemenih Stare Črne gore.
Njegoš je ta dogodek uporabil zgolj kot splošni okvir za svojo pesnitev, ne da bi se ukvarjal z natančnimi zgodovinskimi podatki. To poudarja njegovo zaskrbljenost zaradi vprašanja, ki ga je zaposlovalo skozi celotno življenje: boj proti osmanski nadvladi. Ta tema je bila v skladu z romantično miselnostjo tistega časa, ki je pogosto poveličevala boj za svobodo in nasprotovanje zatiranju. Celoten zaplet in vse like like je podredil tej osrednji ideji boja proti Osmanom.
V svojem predgovoru k prvi angleški izdaji pesnitve leta 1930 anglist Vasa D. Mihajlović poudarja, da veliko dogajanja in likov v pesnitvi odraža Njegoševo lastno življenje in čas. To pomeni, da lahko sklepamo, da misli in besede glavnih likov, kot sta škof Danilo in opat Štefan, v veliki meri odražajo Njegoševe lastne poglede. Glavna zgodba igre tako osvetljuje Njegoševo glavno željo, da osvobodi svoje ljudi in jim omogoči življenje v miru in dostojanstvu. Njegoš je jezen, ker je skupaj z drugimi Črnogorci prisiljen nenehno se boriti za preživetje črnogorske države, njeno svobodo, tradicije in kulturo proti veliko močnejšemu nasprotniku. Islamizacija Črnogorcev zanj predstavlja začetno fazo procesa razpadanja tradicionalnih družbeno-kulturnih vrednot, ki so značilne za Črno goro. Obsoja tiste, ki so se spreobrnili v islam, ker se ne zavedajo, da s tem prispevajo k razpadu teh vrednot.
Osnovna tema Gorskega venca je boj za svobodo, pravićnost in dostojanstvo. Liki v pesnitvi se borijo, da bi popravili lokalne pomanjkljivosti v družbi – prisotnost izdajalcev, ki so zvesti tuji sili, ki želi osvojiti njihovo deželo. Vendar pa je ta boj hkrati tudi boj med dobrim in zlim. S tem, ko poudarja ideale, ki so pomembni za vse človeštvo, Njegoš izraža trdno prepričanje v osnovno dobroto in integriteto človeka. Pokaže tudi, da se mora človek vedno boriti za svoje pravice in za vse, kar doseže, saj nič ne pride po naključju.
Glavne teme »Gorskega venca« lahko razdelimo v tri prepletene kategorije:
1. Ideje, ki pozivajo k narodnemu prebujanju in združitvi črnogorskih Srbov v boju za svobodo
2. Ideje, ki odsevajo ljudsko modrost, tradicionalne etične vrednote ter junaški, epski pogled na življenje in vrednostni sistem
3. Ideje, ki predstavljajo Njegoševa osebna razmišljanja in filozofske poglede na naravo, ljudi in družbo. Razmišlja o nenehnem boju v naravi, poštenostjo, o dualizmu med dobrim in zlim, častjo in sramoto, dolžnostjo in žrtvovanjem.[11]

Kompozicija dramske pesnitve okvirno sledi zahtevam antične drame: v 13 prizorih bralec skozi izbrane Njegoševe slovanske deseterce spremlja predstavitev, razvoj, zaplet, kulminacijo, razplet s katarzo in simbolni epilog usodnega zmagovitega spopada. To je tradicionalna oblika srbske epske poezije, ki ji daje ritem in strukturo.. Poleg številnih močnih metafor, osupljivih podob in zdrave doze humorja, ki poživi sicer mračno in pogosto tragično vzdušje. Pesnitev vsebuje številne globoke misli, pogosto izražene v lakoničnem pregovornem načinu. Mnoge izmed teh misli so postale znani pregovori, ki se uporabljajo še danes, na primer:
»Ko gre vse dobro, je lahko biti dober, v trpljenju se pokaže, kdo je heroj!« (137–138)

### Ozadje
Med Veliko turško vojno za Dunaj so se evropske sile združile, da bi oslabile osmanski vpliv. Njihov cilj je bil podpreti krščansko prebivalstvo in omejiti osmansko ekspanzijo v Evropi. Leta 1690 je patriarh Arsenij III. Čarnojević pozval Srbe k uporu proti Osmanom. Istega leta se je v Črni gori začelo osvobodilno gibanje, ki so ga sprožile Benetke. Benetke so imele interese v regiji in so spodbujale upore proti Osmanom, kar je povzročilo sovražnost med tamkajšnjimi kristjani in muslimani. Po vrsti hudih konfliktov se je metropolit Danilo I. odločil, da muslimani in kristjani ne morejo več živeti skupaj. V zapletu Gorskega venca se dva zbora krščanskih črnogorskih glavarjev zbereta, eden na predvečer binkoštnega praznika in drugi na praznik rojstva Device Marije. Na teh zborih se odločijo, da bodo izgnali Turke iz Črne gore. Nekateri balkanski zgodovinarji dvomijo, da se je pokol, kot ga opisuje Njegoš, resnično zgodil.

### Pokol
Po črnogorskem ljudskem izročilu se je pokol zgodil na božični večer, vendar obstajajo nesoglasja glede datuma pokola. Nekateri viri navajajo leta 1702, medtem ko drugi menijo, da se je dogodek zgodil med letoma 1709 in 1711. Danilo Šćepćević, doma iz Njegušov, je bil glavni pobudnik pokola. Leta 1697 je bil izvoljen za škofa, leta 1700 pa ga je v Sekešu posvetil patriarh Arsenij III. Čarnojević. Danilo je zbral glavarje in jim ukazal, naj iztrebijo »domače Turke« (muslimane), ki so zavrnili krst. Po besedah srbskega zgodovinarja Vladimirja Ćorovića navajaje je akcijo vodil Vuk Borilović skupaj z bratoma Martinović ter več uradniki. Na božični dan so pred zoro pobili cetinjske muslimane. Tisoči so izgubili življenje, vendar je bil le eden od škofovih mož ranjen. V naslednjih dneh so iz okoliških naselij izgnali številne muslimane. Moške, ženske in otroke so pobili.

## Ideološka polemika
Zgodovinar Srđa Pavlović poudarja, da je bil Gorski venec predmet tako hvale kot kritike. Pesnitev se pogosto uporablja za podporo diametralno nasprotnim pogledom. Vsaka nova generacija južnoslovanskih zgodovinarjev in politikov si ne glede na svoje politične agende, ideološke preference ali verska prepričanja prisvaja Njegoševo delo v upanju, da bodo našli dovolj citatov za potrditev svojih stališč.
Po besedah Pavlovića srbski nacionalisti Gorski venec uporabljajo kot zgodovinsko utemeljitev za ohranjanje sanj o Veliki Srbiji. Hrvaški nacionalisti pa pesnitev razumejo kot dokončno izjavo o orientalski naravi Južnih Slovanov, ki živijo vzhodno od reke Drine. Nekateri drugi vidijo Gorski venec kot priročnik za etnično čiščenje in bratomorne umore. Črnogorski neodvisneži se večinoma izogibajo kakršnikoli interpretaciji Njegoševe poezije, saj se nočejo vpletati v politične in ideološke polemike. Občasno pa razpravljajo o literarnem in jezikovnem pomenu pesnitve, kar pomeni, da se osredotočajo na njeno umetniško vrednosti
Timothy Winter, vodilni britanski muslimanski spreobrnjenec in poznavalec islama, meni, da Gorski venec črpa iz starodavnih, nasilno islamofobnih čustev. Osmansko vladavino nad srednjeveško krščansko Srbijo vidi kot učinkovito zaščito pred križarskimi bojevniki zahodnega katolicizma. Trdi, da pesnitev obravnava »muslimanske ponavljajoče se prošnje za sobivanje preprosto kot satanske skušnjave, Judežev nasmeh, kar metropolit Danilo končno premaga s praznovanjem pokola na koncu".
Podobnega mnenja je tudi Michael Sells, ameriški profesor islamske zgodovine in književnosti srbskega rodu. Meni, da pesnitev, ki je obvezno branje v vseh šolah v predvojni Jugoslaviji, poveličuje etnično čiščenje. Sells poudarja, da pesnitev »označuje slovanske muslimane kot Kristusove morilce in da igra pomembno vlogo v etničnih konfliktih ter bosanski vojni v 1990.-ih«. Po njegovem mnenju so radikalni srbski nacionalisti 1990.-ih pesnitev pogosto citirali Gorski venec.
Po besedah britanskega judovskega poročevalca in političnega analitika Tima Judaha »je obstajala druga plat Gorskega venca, ki je bila veliko bolj zlovešča od njegove hvalnice tiranomoru. S pozivom k iztrebljenju Črnogorcev, ki so prestopili v islam, pesnitev predstavlja hvalnico etničnemu čiščenju ... pomaga razložiti, kako se je oblikovala srbska nacionalna zavest in kako so ideje narodne osvoboditve neločljivo povezane z ubijanjem sosedov in požiganjem njihovih vasi.«
Glede trditev o vplivu pesnitve na etnično čiščenje Pavlović trdi, da je dovolj reči, da je trenutno približno 20% črnogorskega prebivalstva pripada islamski veri in da so bili Črnogorci islamske vere in njihova družbeno-kulturna dediščina v preteklosti in so še danes integralni del črnogorske družbe, kot je razvidno iz demografije Črne gore.
Pavlović trdi, da je Njegoš, kot politik, poskušal preoblikovati plemensko družbo v narod v skladu s konceptom narodnega prebujenja v 19. stoletju. Pavlović predlaga, da je treba Gorski venec brati kot zgodbo o davno minuli junaški plemenski družbi, katere prikazano stanje v pesnitvi nima veliko skupnega s Črno goro v času, ko je živel Njegoš in nima nič skupnega s sodobno Črno goro. Vendar pa pesnitev dovolj zgovorno govori o političnih, družbenih, kulturnih in ekonomskih razmerah v Črni gori v začetku 19. stoletja ter o Njegoševih prizadevanjih za zagovarjanje ideje panslavizma in Ilirskega gibanja. Gorski venec je pomemben literarni dosežek, ki ga ni mogoče obravnavati izključno kot nacionalno literaturo. Pesnitev obravnava vprašanja, ki so veliko širša od ozkih meja črnogorskega političnega in kulturnega prostora. Pavlović meni, da pesnitve ne bi smeli brati zunaj konteksta časa njenega nastanka niti iz perspektive ene knjige.